# Thierry Cazes
Thierry Cazes, né le 3 juillet 1861 à Fleurance (Gers) et décédé le 12 mars 1932 à Toulouse (Haute-Garonne), est un homme politique français.

## Biographie
Après une carrière de sous-officier, il devient professeur d'histoire au collège de Narbonne. Maire de Fleurance, il est député du Gers de 1893 à 1898 et de 1902 à 1919, siégeant sur les bancs radicaux. 

## Sources
- « Thierry Cazes », dans le Dictionnaire des parlementaires français (1889-1940), sous la direction de Jean Jolly, PUF, 1960 [détail de l’édition]